# ヴァルター・ツァップ
アルフレート・ヴァルター・ツァップ（Alfred Walter Zapp 、1905年9月4日 - 2003年7月17日）は、ドイツの光学技術者。ミノックスカメラおよびミノックスシステムの発明者であり、且つミノックス社の創業者である。

## 略歴
- 1905年9月4日 - ラトビアのリガで、バルト・ドイツ人商人の子として生まれる。
- 1918年 - 亡命していた家族とともにリガに戻る。
- 1921年 - エストニアに移住。
- 1921年 - 失業登録をしていた職業安定所の紹介で写真技師のアトリエに就労。
- 1922年 - 17歳で神経症のため美術工芸学校を中途退学、伯父の経営する印刷工場でリトグラフに習熟。
- 1924年 - 19歳のとき「印画紙断裁機」を発明、登録出願する。手作りカメラのモデルを作成。
- 1929年 - 24歳の時肺結核に罹患。
- 1932年 - 写真家の友人、ニキシー（Nixi ）の紹介で、先輩の写真家でカメラ研究家のR・ヤーゲンスから援助を受け、共同で超小型カメラの開発の研究にとりかかる。
- 1935年1月19日 - ヤーゲンスと超小型カメラミノックスの開発を開始し、原図を完成させる。機械工のエプナーが工作機械と製作を担当、レンズはシュルツ（Schltz ）教授に設計依頼、同年9月16日に完成。
- 1936年10月 - プロトタイプのミノックス原型を完成させ、同年VEF（Valsts Electrotechniska Fabrika ）社のテオドール・ウィトルツが製造を契約、同教授はツァップに開発資金として3,000ドルを計上し、VEF社の65人以上のスタッフが製造することになる。
- 1939年 - ミノックスは17,000台を製造販売。
- 1941年 - ソ連進駐の影響でラトビアを去り、ベルリンのIG・ファルベンインドゥストリー（アグフアの親会社）に迎えられる。
- 1945年 - ヤーゲンスと共に現法人の所在地であるヴェッツラーに移転しミノックスを設立。
- 1946年 - リン家の援助で会社を再建し営業・製造を本格的に開始。その後多数の名機を製造販売し、「ミノックス・システム」を構築した。
- 2003年7月17日 - スイスのバーゼル近郊の町ビンニンゲンにて97歳で没。